# حامد الشيتي
حامد الشيتي ملياردير مصري ورجل أعمال عالمي، من مواليد طنطا، ويمتلك 143 فندقا ومنتجعا سياحيا وفنادق عائمة على مستوى العالم. وهو مؤسس شركة ترافكو للسياحة عام 1979.

## حياته
هاجر في أوائل العشرين من عمره إلى إيطاليا، وعمل بأحد المطاعم الشهيرة هناك. تزوج ابنة مالك المطعم الذي كان يمتلك شركة سياحة، فعمل الشيتي بإحدى فروعها في مصر. تزوج بامرأة أخرى مصرية الجنسية وأنجب منها ولداً وبنتاً، وتوسع في المجال السياحي، وشارك أكبر شركة دولية لتنظيم الرحلات المعروفة دوليا باسم «تيوى» الإيطالية. يمتلك الشيتي 143 فندقا ومنتجعا سياحيا وفنادق عائمة على مستوى العالم، وهو من أكبر رجال الأعمال منظمي الرحلات الدولية، شارك في فعاليات منتدى دافوس الاقتصادي في دورته الـ46، وغاب عن مصر ما يقرب من 3 أعوام بعد ثورة يناير بعد وضعه على قوائم ترقب الوصول لمسائلته من قبل النائب العام، وفي عام 2012 وافق مجلس الوزراء على التصالح معه مقابل سداده 25 مليون دولار في عام 2012.